# Isaea elmhirsti
Isaea elmhirsti is een vlokreeftensoort uit de familie van de Isaeidae. De wetenschappelijke naam van de soort is voor het eerst geldig gepubliceerd in 1909 door Patience.